# مسعود، حماة
مسعود (به عربی: مسعود) یک روستا در سوریه است که در ناحیه عقیربات واقع شده‌است. مسعود ۱٬۶۲۵ نفر جمعیت دارد.